# Aymorés
Pour les articles homonymes, voir Aimorés (homonymie).

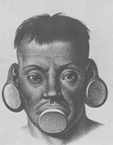
Indien botocudo, portrait par Johann Moritz Rugendas.

Les Aymorés ou Aimorés sont les habitants natifs qui habitaient la région des États actuels de Bahia, Minas Gerais et Espírito Santo principalement dans la vallée du Jequitinhonha et celle du Rio Doce, dans la  nomenclature des colons portugais au début de la colonisation du Brésil.
Les groupes d'indiens tupi-guarani les appelaient Tapuias. Plus tard, spécialement au XIXe siècle, la plus grande partie de ces groupes furent appelés Botocudos.